# Begravelsen (film fra 1988)
 For alternative betydninger, se Begravelsen. (Se også artikler, som begynder med Begravelsen)
Begravelsen er en dansk kortfilm fra 1988 instrueret af Hans Fabian Wullenweber efter eget manuskript.

## Handling
En sen aften. En kvinde låser sig ind i sin lejlighed, finder en kuffert frem og begynder at pakke den. Et minut senere dukker hendes mand op i lejligheden, ser hvad hun er i gang med, tror hun er i gang med at flytte, men nej, det er HANS kuffert hun er i gang med at pakke...